# Agnete Laustsen
Agnete Laustsen, née le 25 septembre 1935 à Copenhague (Danemark) et morte le 23 octobre 2018, est une femme politique danoise, membre du Parti populaire conservateur (KF) et ancienne ministre.